# 神崎ゆう子
神崎 ゆう子（かんざき ゆうこ、1966年〈昭和41年〉3月12日 - ）は、日本の歌手。本名:稲村 郁子（いなむら ゆうこ）。東京都新宿区出身。Rasisa所属。血液型はO型。身長168cm。

## 来歴・人物
子供の頃は東京放送児童合唱団（現NHK東京児童合唱団）に所属し、1977年（昭和52年）には当時NHKで放送された『歌はともだち』に、同合唱団のメンバーとして出演したこともある。桐朋女子中学校・高等学校卒業。この頃から、歌手ならびにうたのおねえさんを志す。
1985年（昭和60年）に武蔵野音楽大学に進学し声楽を専攻。この頃、NHKラジオ第2の幼児向け番組で歌を披露したり「にこにこぷん」のステージショーに、うたのおねえさんとして出演していたことがある。
武蔵野音大在学中の1987年（昭和62年）、NHKの幼児向け番組『おかあさんといっしょ』の16代目うたのおねえさんに就任。
共演者は、以下の通り。
うたのおにいさんは、第7代目の坂田おさむ（同期退任）。
たいそうのおにいさんは、第9代目の天野勝弘（同期就任・同期退任）。
身体表現のおねえさんは、初代の馮智英。
他に、当時「志ん輔ショー」に出演していた古今亭志ん輔とも共演していた。
大学卒業後も出演を続け「昭和」から「平成」に改元後も出演。1993年（平成5年）3月をもって坂田、天野と共に番組を卒業。在任期間は6年間。
卒業後は『ムーブ・三宅裕司のどこが違うの?』（TBS）、『タモリの音楽は世界だ』（テレビ東京）の司会を担当。歌手としても「さんぽ」、「となりのトトロ」、「いつも何度でも」（『千と千尋の神隠し』から）、「君をのせて」（『天空の城ラピュタ』から）など、スタジオジブリの作品の主題歌をカバーした。
1997年度より、ベネッセコーポレーションの幼児向け教材「こどもちゃれんじ・ぷち」のお姉さんとして、映像教材にレギュラー出演し2007年度までの11年間出演。
これ以前にも、「こどもちゃれんじ・ぽけっと」や「こどもちゃれんじ・ほっぷ」の映像教材にもレギュラー出演していたことがある。
結婚後は2人の息子の母親として、その育児をつづるなど歌手以外にも活躍。なお次男の育児のときの、うたのおにいさんは今井ゆうぞうだったことを自身のブログに記していた。現在は、母校・武蔵野音楽大学が設ける武蔵野音楽大学附属音楽教室講師を務めるほか、2008年（平成20年）3月31日から2012年（平成24年）3月19日の番組終了まで、NHKラジオ第1の情報ワイド番組『ラジオビタミン』で、ラジオパーソナリティーを村上信夫アナウンサーと共に務めた。
19代目うたのおねえさんであるはいだしょうこは、桐朋女子中学校の後輩である。また、後任の茂森あゆみ、BSおかあさんといっしょのうたのおねえさんのかまだみきは、武蔵野音大声楽科の後輩に当たる
50代から終活を行っており、神崎は終活に対して「私らしい最期を迎えるために元気なうちに葬儀は、どのように執り行うか考えたり、いらない物を処分したり墓を決めたり生命保険の受け取りは、どうするかなどを考えた方がいい。最近は自分が死ぬまでにやりたい事や、年賀状の辞退についても考えるようになった」という意向を明かしている。番組で共演した三宅裕司は、神崎の終活に関しては「生きているうちにやりたい事をやれば、いつかその時を迎えられる」とインタビューで答えている。
現在は、株式会社Yuko gardenの社長。神崎が自ら手懸けたスマホアプリ、動く音絵本をリリース。2022年5月にプロジェクトが発表された。

## CD・出版物

### シングル
- 青いエナジー（1994年8月21日）/ファンハウス）
  - 作詞/作曲・コーラス・プロデューサー：原由子
- 君にいてほしい・C/Wシークレット・マジック（1994年8月21日）/ファンハウス）
  - 作詞・作曲・編曲・プロデュース：高見沢俊彦
  - 「ドラベンチャー・ミュージカル『のび太の恐竜』」主題歌・挿入歌
  - ザ☆ドラえもんズ ムシムシぴょんぴょん大作戦!主題歌としても起用されたため、1998年3月頃に再発売された。
- 誰もいないX’mas（1994年11月2日/ファンハウス）
  - 作詞・作曲：忌野清志郎、細野晴臣
- ふりむけばカエル（デュエット/坂田おさむ。1995年4月26日/ファンハウス）
- 一年一組ぶた野とん奈（1998年6月20日/日本コロムビア）
- 輝きの約束・C/W星ひとつ（2001年5月23日/日本クラウン）
  - 表題曲は2001年春期はなまるマーケットテーマ曲

### アルバム

#### オリジナル楽曲を含むもの
- ぽこ・あ・ぽこ（1994年9月24日/ファンハウス）
- Cresc（クレッシェンド。1995年8月2日/ファンハウス）

#### 童謡盤
- Tutti（トゥッティ。1998年6月21日/日本コロムビア）
- きゅん（2007年3月12日/GRIOT RECORDS）- 各曲カラオケを収録。
  1. 春よ来い
  2. おぼろ月夜
  3. たき火　Orchestra version
  4. あめふりくまのこ
  5. 夏は来ぬ
  6. 富士山
  7. 七つの子
  8. しゃぼん玉
  9. ゆりかごのうた
  10. うみ　Pop version
- ふわり（2007年3月12日/GRIOT RECORDS）- 各曲カラオケを収録。
  1. 紅葉
  2. サッちゃん
  3. 緑のそよ風
  4. 雪
  5. せいくらべ
  6. あめふり
  7. うみ　Orchestra version
  8. 汽車ポッポ
  9. 赤い鳥小鳥
  10. たき火　Pop version

#### その他のCD
- ヤマハ音楽教室教材　グループレッスン　おんがくなかよし教材　旧おんがくなかよし1,6ヶ月用　CD（歌唱）
- ヤマハ音楽教室教材　グループレッスン　おんがくなかよし教材　こんにちは!たのしいね!,うれしいな!ありがとう!　CD（歌唱）
- ヤマハ音楽教室教材　グループレッスン　児童科教材　みゅーじっくふれんど2 CD（歌唱）
- ヤマハ音楽教室教材　グループレッスン　ヤマハ3歳児ランド教材　みゅーじっくらんど　CD（歌唱）
- ヤマハ音楽教室教材　グループレッスン　おとのおもちゃばこ・ドレミらんど(らっきークラス)教材　ゆらゆらっこ,きらきらっこ　CD（歌唱）
- ヤマハ音楽教室教材　グループレッスン　赤りんごコース・ドレミらんど(ぷっぷるクラス)教材　るるるぷっぷる　CD(歌唱)

## 出演

### テレビ番組
- おかあさんといっしょ（NHK、1987年4月6日 - 1993年4月5日、16代目うたのおねえさん）
- タモリの音楽は世界だ（テレビ東京、アシスタント）
- オールスター感謝祭（TBS、1993年春、ゲスト）
- ムーブ・三宅裕司の!どこが違うの?（TBS、1993年、アシスタント）
- ドリフ大爆笑（フジテレビ、1996年度放送、少年少女合唱隊ゲスト講師）
- ドラマ 夢みる惑星（NHK BS2、2000年1月5日）
- あつまれ!わんパーク（NHK教育）
- おかあさんといっしょファミリーコンサート（NHK）
- いいものプレミアム（ノンストップ!（フジテレビ）内番組）（サロンマネージャー）
- ワンワンパッコロ!キャラともワールド（NHK教育（Eテレ） 、2021年）

## おかあさんといっしょ　ファミリーコンサート
| 公演   | タイトル                                                | 出演者（一部を除く） |
| ------ | ------------------------------------------------------- | --- |
| 1988年 | にこにこぷん・じゃじゃまる印のイベント宅配便            | 坂田おさむ、神崎ゆう子、天野勝弘、馮智英、古今亭志ん輔 じゃじゃまる、ぴっころ、ぽろり |
| 1989年 | おかあさんといっしょ30年                                | 坂田おさむ、神崎ゆう子、天野勝弘、馮智英 じゃじゃまる、ぴっころ、ぽろり 眞理ヨシコ、中野慶子、竹前文子、砂川啓介 中川順子、片桐和子、瀬端優美子、森晴美 斉藤昌子、田中星児、斉藤伸子、松熊由紀 奈々瀬ひとみ、水木一郎、たいらいさお、宮内良 しゅうさえこ、かしわ哲、林アキラ ブンブン、つねきち、ごじゃえもん                   |
| 1989年 | キャラクター・オン・ステージ                            | 坂田おさむ、神崎ゆう子、天野勝弘、馮智英 じゃじゃまる、ぴっころ、ぽろり ゴロンタ、トムトム、チャムチャム ブンブン、つねきち、ごじゃえもん |
| 1990年 | 母と子のファミリーコンサート                            | 坂田おさむ、神崎ゆう子、天野勝弘、馮智英 じゃじゃまる、ぴっころ、ぽろり 斉藤昌子、奈々瀬ひとみ、クニ河内、坂田めぐみ |
| 1990年 | げんき♥元気                                             | 坂田おさむ、神崎ゆう子、天野勝弘、馮智英、古今亭志ん輔 じゃじゃまる、ぴっころ、ぽろり 林アキラ、森みゆき ゴロンタ、トムトム、チャムチャム ブンブン、[つねきち、ごじゃえもん ブー、フー、ウー |
| 1991年 | みどりっていいね                                        | 坂田おさむ、神崎ゆう子、天野勝弘、馮智英、古今亭志ん輔 じゃじゃまる、ぴっころ、ぽろり |
| 1991年 | うたいっぱいコンサート 『アイアイ〜モーモーフラダンス』 | 坂田おさむ、神崎ゆう子、天野勝弘、馮智英 じゃじゃまる、ぴっころ、ぽろり |
| 1992年 | みんなともだち                                          | 坂田おさむ、神崎ゆう子、天野勝弘、馮智英、古今亭志ん輔 じゃじゃまる、ぴっころ、ぽろり へびくん、ぶたくん、ガチャピン、ムック |
| 1992年 | ようこそどーなっつ島へ                                  | 坂田おさむ、神崎ゆう子、天野勝弘、馮智英 みど、[ふぁど、れっしー、空男 じゃじゃまる、ぴっころ、ぽろり |
| 1993年 | おかあさんといっしょ'93ファミリーコンサート             | 坂田おさむ、神崎ゆう子 速水けんたろう、茂森あゆみ、佐藤弘道、馮智英 みど、ふぁど、れっしー、空男 じゃじゃまる、ぴっころ、ぽろり |
| 1993年 | あつまれ うた!うた!うた!                                | 速水けんたろう、茂森あゆみ、佐藤弘道 みど、ふぁど、れっしー、空男 坂田おさむ、神崎ゆう子、じゃじゃまる、ぴっころ、ぽろり |
| 1999年 | テレビタイムファミリーステージ99                        | 杉田あきひろ、つのだりょうこ、佐藤弘道、タリキヨコ スプー、みど、ふぁど、れっしー、空男 古今亭志ん輔、坂田おさむ、神崎ゆう子 速水けんたろう、茂森あゆみ、松野ちか ワンワン、りなちゃん、くぅ、かなちゃん クリス、戸田ダリオ、王健 エディ・エックス、ペッパー・タイガー、メイ・パイカ 秋田きよ美、平田実音、ワクワクさん、ゴロリ |
| 1999年 | 40周年 うたのパーティ                                   | 杉田あきひろ、つのだりょうこ、佐藤弘道、タリキヨコ スプー、みど、ふぁど、れっしー、空男 眞理ヨシコ、しゅうさえこ、森みゆき 坂田おさむ、神崎ゆう子、速水けんたろう、茂森あゆみ |
| 2009年 | 星空のメリーゴーラウンド 〜50周年記念コンサート〜       | 横山だいすけ、三谷たくみ、小林よしひさ、いとうまゆ ライゴー、スイリン、プゥート ひなたおさむ、かまだみき、恵畑ゆう スプー、アネム、ズズ、ジャコビ 眞理ヨシコ、田中星児 坂田おさむ、神崎ゆう子、速水けんたろう、茂森あゆみ 杉田あきひろ、今井ゆうぞう、はいだしょうこ 天野勝弘、佐藤弘道 じゃじゃまる、ぴっころ、ぽろり          |
| 2019年 | ふしぎな汽車でいこう〜60周年記念コンサート〜            | 花田ゆういちろう、小野あつこ、福尾誠、秋元杏月 チョロミー、ムームー、ガラピコ 眞理ヨシコ、坂田おさむ、神崎ゆう子 速水けんたろう、茂森あゆみ 横山だいすけ、小林よしひさ、上原りさ じゃじゃまる、ぴっころ、ぽろり スプー、ムテ吉、ミーニャ、メーコブ                                                                              |

## ラジオ出演
- ラジオビタミン（2008年4月 - 2012年3月19日、村上信夫アナと共に進行）